# Tmarus candefactus
Tmarus candefactus là một loài nhện trong họ Thomisidae.
Loài này thuộc chi Tmarus. Tmarus candefactus được Lodovico di Caporiacco miêu tả năm 1954.